# ヒルマモデルクラフト
ヒルマモデルクラフト (HIRUMA MODEL CRAFT) は東京に本社を置く、特殊撮影などに使う特殊美術造形 (SFX) のプロップ（撮影用ミニチュア）製作会社。

## 概要
主に映像用、展示用、販売用などの模型を制作。
- 創業：1967年8月
- 設立：1972年7月
- 社長：比留間伸志（2004年12月時点）
- 解散：2015年[1]

模型塗装のウェザリングの手法として、戦闘機の機体などに明度の違う同系色を重ね塗りし、パネルの表現をするヒルマ汚しと呼ばれる技法は、『空の大怪獣ラドン』やゴジラシリーズに美術スタッフとして参加していた比留間の名前にちなむ。

## 歴史
東宝や円谷プロダクションなどで模型製作を担当していた比留間伸志が、円谷プロの経営悪化に際して設立。当初はCMなどを手掛けていたが、『帰ってきたウルトラマン』（1971年）より特撮作品に参加。以後、円谷プロダクションのほか、東宝、ピー・プロダクション、宣弘社、日本現代企画、大映、東映など、様々な制作会社の特撮作品のミニチュアを手掛けた。
円谷プロ社長の円谷一とミニチュアレンタル会社を設立する計画も存在したが、円谷の急逝により立ち消えとなった。
平成に入ってからは特撮の割合は減り、CMや一般テレビ番組の小道具製作などを担当していた。特撮も平成ウルトラシリーズや超星神シリーズなどに参加しているが、ミニチュアよりも劇用車の外装などが多かった。そしてCGの普及に伴う仕事の減少により、2015年解散。

## 主な人物
比留間 伸志（）
1932年生まれ。鉄道模型会社のカツミ模型で勤めていたが、東宝の特殊美術であった入江義夫の誘いを受けて映画『ゴジラ』（1954年）のミニチュア制作に参加し、それ以後も『空の大怪獣ラドン』など東宝特撮作品に携わる。1966年に再び入江の誘いを受けて東宝を離れ、特撮テレビ番組『マグマ大使』に参加。その後、ヒルマモデルクラフトを設立し、特撮テレビ番組などの造形を手がけた。

## 所属団体
下記団体の会員である。
- 日本鉄道模型連合会 (JMRA)
- 日本産業模型協会 (JEMS)

## 主な映像作品
- 円谷プロダクション：ウルトラシリーズ[4]、ミラーマン、トリプルファイター、ファイヤーマン、ジャンボーグA
- ピー・プロダクション：電人ザボーガー[4]、冒険ロックバット[4]
- 東宝：超星神シリーズ
- 大映：ああ海軍、ああ陸軍 隼戦闘隊、ガメラシリーズ
- 宣弘社：シルバー仮面[4]、アイアンキング
- 日本テレビ：バロンシリーズ
- NHK：空中都市008、銀河宇宙オデッセイ（NHKスペシャル）、オアシスを求めて、クローズアップ現代、赤いカラスと幽霊船（横浜博覧会）

上記のほか、日本テレビのバラエティ番組『電波少年に毛が生えた 最後の聖戦』の河童騒動で使用された河童スーツなどもある。

## 販売用模型製品
- 鉄道模型：HOゲージストラクチャー、ノスタルジックシリーズ他
- 特撮マニア向け：サンダーバード、ゴジラ、海底軍艦、宇宙大戦争、怪獣大戦争、マットアロー2号（ウルトラシリーズ登場兵器一覧参照）他